# 第8回極東選手権競技大会
第8回極東選手権競技大会（だい8かいきょくとうせんしゅけんきょうぎたいかい）は、1927年8月28日から31日まで中華民国の上海市で開催された極東選手権競技大会である。4日間の大会期間中に合計8つの競技が行われた。2年ごとに開催された大会の最後の大会であり、その後はオリンピックの間の偶数年の開催という4年ごとの開催になった。
女子も参加した。中国東部の女子チームによるバレーボールのデモンストレーションが行われた。しかし女子選手が登場すると一部の観客は否定的な反応をし、侮蔑し怒鳴り始めた。結果として、試合は予定時間前に打ち切られた。
中国とフィリピンのサッカーの試合では両チームが乱闘を始め、観客がピッチに物を投げ込み、一部が観客席を離れて乱闘に加わり混乱が生じた。これにより代表団同士の関係は悪化し、試合後の晩餐会においてフィリピンの参加者の大声での騒ぎに反応して、中国側の代表である沈嗣良が中国人と日本人女性はフィリピン代表団を避けるべきだと公然に発言した。
サッカー競技においては、中国は香港を本拠地とする南華足球隊が代表チームとして出場した。

## 参加国
- 中華民国
- 日本
- フィリピン諸島

## 実施競技
- 陸上競技（詳細）
- 野球（詳細）
- バスケットボール（詳細）
- 飛込（詳細）
- サッカー（詳細）
- 競泳（詳細）
- テニス（詳細）
- バレーボール（詳細）